# کلاریسا چون
کلاریسا چون (انگلیسی: Clarissa Chun؛ زادهٔ ۲۷ اوت ۱۹۸۱) کشتی‌گیر اهل ایالات متحده آمریکا است.